# دیر هایلیگنکروز
دیر هایلیگنکروز (به آلمانی: Stift Heiligenkreuz ; انگلیسی: Abbey of the Holy Cross) یک صومعه سیسترسیایی در روستای هایلیگنکراویتس ۱۳ کیلومتری شمال غربی بادن در نیدراسترایش در بخش جنوبیوینا وودز است. این دیر قدیمی‌ترین دیر سیسترسیایی است که به‌طور مداوم مشغول به کار بوده‌است.

## تاریخ
این صومعه در سال ۱۱۳۳ توسط مارگرو سنت لئوپولد سوم اتریشی بنا به درخواست پسرش اتو کهاسقف فرایزینگ را به عهده گرفت، تأسیس شد. دوازده راهب اول آن به همراه راهبشان گوتشالک به درخواست لئوپولد سوم از موریموند آمدند. تاریخ تقدیس ۱۱ سپتامبر ۱۱۳۳ بود. آنها صومعه خود را Heiligenkreuz (صلیب مقدس) به عنوان نشانه ای از ارادت خود به رستگاری توسط صلیب نامیدند.